# Edouard Adam
Edouard Adam (* 1911 in Ciney; † Dezember 1944 im KZ Neuengamme) war ein luxemburgisch-belgischer römisch-katholischer Geistlicher und Märtyrer.

## Leben
Edouard Adam wurde als Sohn luxemburgischer Eltern in Ciney (25 km südöstlich von Namur) in Belgien geboren. Er besuchte Schulen in Floreffe und Bastogne und wurde 1935 zum Priester geweiht. Er wirkte im Institut Saint-Joseph in Carlsbourg (Paliseul), als Kaplan in Barsy (Flostoy), Ortsteil von Havelange, und ab 1942 als Pfarrer in Lomprez (Ortschaft der Gemeinde Wellin).
Wegen Widerstandsaktivitäten wurde er im Juli 1944 festgenommen und über Neufchâteau und Arlon (zusammen mit Joseph-Adolphe Alzinger) in das KZ Neuengamme gebracht, wo er im Dezember 1944 im Alter von 33 Jahren starb.